# Parambassis altipinnis
Parambassis altipinnis é uma espécie de peixe da família Ambassidae.
É endémica da Nova Guiné Ocidental na Indonésia.